# Rivalidad Besiktas-Fenerbahçe
La Rivalidad Besiktas-Fenerbahçe es la rivalidad en fútbol que existe entre los equipos Besiktas JK y el Fenerbahce, ambos equipos de Turquía y dos de los más exitosos de la Süper Lig, y también son clubes de la capital Estambul.
Besiktas, equipo de la parte europea de Estambul y Fenerbahce equipo de la parte asiática de Estambul.

## Historia
El primer partido entre ambos se jugó un viernes 28 de noviembre de 1924, el cual fue un partido amistoso en el Taksim Stadium y que terminó con victoria para el Fenerbahçe por 4-0. La primera victoria del Besiktas JK fue el viernes 26 de octubre de 1928 en un partido amistoso con marcador de 4-2.

## Comparación de Logros
| Competition    | Beşiktaş JK | Fenerbahçe SK |
| -------------- | ----------- | ------------- |
| Süper Lig      | 16          | 19            |
| Türkiye Kupası | 11          | 7             |
| TFF Süper Kupa | 10          | 9             |
| Total          | 37          | 35            |

## Estadísticas

### Frente a Frente
| Club          | J   | G   | E  | P   | GF  | GC  | +/- |
| ------------- | --- | --- | -- | --- | --- | --- | --- |
| Beşiktaş JK   | 351 | 125 | 93 | 134 | 443 | 485 | -42 |
| Fenerbahçe SK | 351 | 134 | 93 | 125 | 485 | 443 | +42 |

Actualización: 20 de julio de 2020

### Goleadas (5+ goles)
| Resultado                     | Fecha                  |
| ----------------------------- | ---------------------- |
| Fenerbahçe SK 7-0 Beşiktaş JK | 6 de diciembre de 1958 |
| Beşiktaş JK 7-1 Fenerbahçe SK | 23 de marzo de 1941    |
| Fenerbahçe SK 5-0 Beşiktaş JK | 17 de enero de 1930    |

### Más Victorias Consecutivas
| Partidos | Club          | Periodo                                 |
| -------- | ------------- | --------------------------------------- |
| 7        | Beşiktaş JK   | 21 de agosto de 1989–12 de mayo de 1990 |
| 6        | Fenerbahçe SK | 5 de mayo de 2007–3 de mayo de 2009     |
| 5        | Fenerbahçe SK | 1 de abril de 1973–26 de agosto de 1973 |

### Más Empates Seguidos
| Partidos | Periodo                                       |
| -------- | --------------------------------------------- |
| 8        | 20 de mayo de 1984–17 de noviembre de 1985    |
| 4        | 5 de diciembre de 1954–4 de diciembre de 1955 |

### Más Partidos Consecutivos sin Empate
| Partidos | Periodo                                     |
| -------- | ------------------------------------------- |
| 21       | 19 de enero de 1986–8 de agosto de 1990     |
| 12       | 15 de junio de 1941–24 de octubre de 1943   |
| 11       | 29 de septiembre de 1946–1 de mayo de 1949  |
| 10       | 18 de marzo de 1959–26 de noviembre de 1961 |
| 10       | 5 de mayo de 2007–18 de abril de 2010       |

### Más Partidos Seguidos sin Perder
| Partidos | Club          | Periodo                                    |
| -------- | ------------- | ------------------------------------------ |
| 17       | Fenerbahçe SK | 8 de noviembre de 1954–3 de enero de 1960  |
| 12       | Beşiktaş JK   | 19 de mayo de 1943–16 de noviembre de 1945 |
| 12       | Beşiktaş JK   | 15 de enero de 1984–17 de agosto de 1986   |
| 12       | Beşiktaş JK   | 30 de mayo de 1990–11 de diciembre de 1993 |

### Partidos con más Goles
| Goles | Casa        | Resultado | Visita        | Fecha                |
| ----- | ----------- | --------- | ------------- | -------------------- |
| 9     | Beşiktaş JK | 5–4       | Fenerbahçe SK | 11 de agosto de 1974 |

## Jugadores

### Más Apariciones
| Nombre          | Partidos | Club          |
| --------------- | -------- | ------------- |
| Rıza Çalımbay   | 62       | Beşiktaş JK   |
| Hakkı Yeten     | 58       | Beşiktaş JK   |
| Müjdat Yetkiner | 51       | Fenerbahçe SK |
| Naci Bastoncu   | 50       | Fenerbahçe SK |

Actualización: 7 de octubre de 2012

### Goleadores
| Nombre          | Goles | Club          |
| --------------- | ----- | ------------- |
| Hakkı Yeten     | 32    | Beşiktaş JK   |
| Cemil Turan     | 19    | Fenerbahçe SK |
| Şeref Görkey    | 13    | Beşiktaş JK   |
| Metin Tekin     | 13    | Beşiktaş JK   |
| Alex            | 13    | Fenerbahçe SK |
| Şevket Yorulmaz | 10    | Beşiktaş JK   |

Actualización: 7 de octubre de 2012

### Más Goles en un Partido
| Goles | Nombre           | Club          | Marcador | Fecha               |
| ----- | ---------------- | ------------- | -------- | ------------------- |
| 4     | Zeki Rıza Sporel | Fenerbahçe SK | 4-1      | 18 de junio de 1926 |

## En Ambos Equipos
|  |  |  | Del Beşiktaş al Fenerbahçe - Refik Osman Top - Saadet Tokcan - Taci Eke - Halil Köksalan - Ali Soydan - Mustafa Güven - Güray Erdemir - Selim Soydan - Şenol Birol - Birol Pekel - Engin İpekoğlu - Feyyaz Uçar - Saffet Sancaklı - Sergen Yalçın - Alpay Özalan - Oktay Derelioğlu - Tümer Metin - Burak Yılmaz - Egemen Korkmaz - İsmail Köybaşı - Tolgay Arslan - José Sosa - Michy Batshuayi - Umut Nayir |  |  |  | Del Fenerbahçe al Beşiktaş - Özcan Arkoç - Gürcan Berk - Ali Kemal Denizci - Adem İbrahimoğlu - Tayfur Havutçu - Ahmet Yıldırım - Emre Aşık - Ali Güneş - Murat Şahin - Mustafa Doğan - Tayfun Korkut - Fahri Tatan - Mert Nobre - Mehmet Yozgatlı - Rüştü Reçber - Yusuf Şimşek - Mehmet Aurélio - Uğur Boral - Mamadou Niang - Gökhan Gönül - Caner Erkin - Jeremain Lens - Josef de Souza - Salih Uçan - Mehmet Topal - Mert Günok |  |  | Entrenadores en Ambos Equipos - Cihat Arman - Enver Katip - Abdulah Gegić - Branko Stanković - Christoph Daum - Mustafa Denizli |